# モーガン・ミッチェル
モーガン・ミッチェル（Morgan Mitchell、1993年7月20日 - ）は、メジャーリーグラグビー、ヒューストン・セイバーキャッツに所属するラグビー選手。

## プロフィール
- ニュージーランド・ゴア出身[1]。
- ポジションはプロップ(PR)。
- 身長 170cm、体重 110kg。

## 来歴
サウスランド、トロント・アローズを経て、2019年、釜石シーウェイブスに加入。同年11月16日に行われたトップチャレンジリーグ第1節のコカ・コーラレッドスパークス戦に先発出場で日本での公式戦初出場を果たした。
2022年、釜石シーウェイブスRFC退団後、サウスランドを経て、2023年、ヒューストン・セイバーキャッツに加入。